# Chassaignes
Chassaignes település Franciaországban, Dordogne megyében. Lakosainak száma 73 fő (2022. január 1.). Chassaignes Bourg-du-Bost, Petit-Bersac, Vanxains, Saint Privat en Périgord és Festalemps községekkel határos.

## Népesség
A település népességének változása:
| Lakosok száma | 123  | 81   | 71   | 83   | 71   | 69   | 68   | 68   | 68   | 73   |
|               | 1968 | 1982 | 1990 | 2006 | 2013 | 2015 | 2017 | 2019 | 2020 | 2022 |